# 詹姆斯·麥吉
詹姆斯·麥吉（英語：James McGee；1987年6月10日—）是一位愛爾蘭網球運動員。他是愛爾蘭現役網球運動員中排名最高的球員。從2009年開始，他代表愛爾蘭參加戴維斯盃的比賽。